# Tour Philippe le Bon
La tour Philippe le Bon (ou tour de la Terrasse) du palais des ducs de Bourgogne de Dijon en Côte-d'Or est une tour de style classique et Renaissance du XVe siècle, construite sous le duc de Bourgogne Philippe le Bon.

## Historique

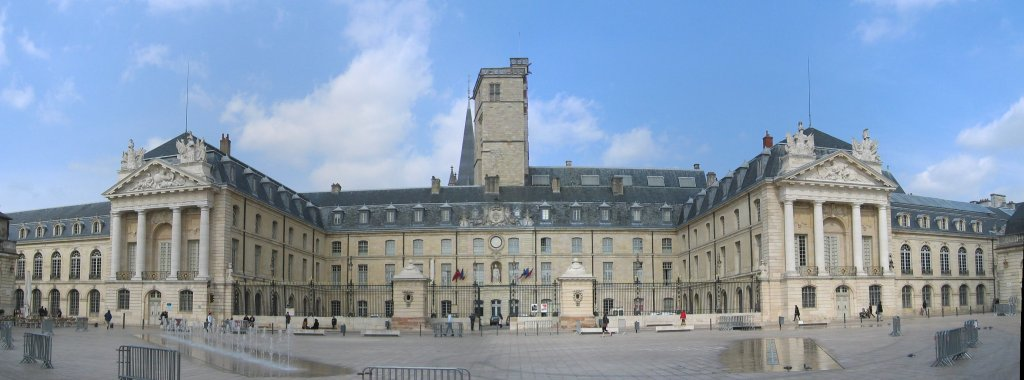
La tour Philippe le Bon dominant Dijon et le palais des ducs de Bourgogne.

Cette tour de 46 mètres de hauteur et six étages est construite entre 1450 et 1460 par l'architecte Jean Poncelet, sur une ancienne tour dite de Brancion (XIIe siècle), qui elle-même devait être construite sur une ancienne tour d’un castrum gallo-romain.
Un escalier en vis de 316 marches qui desservait le logis ducal finit par une jolie voûte d’ogives quadripartites retombant sur une colonne hélicoïdale et sur des culots sculptés sur les murs.
À l’origine tour de guet surplombant Dijon, elle devient progressivement une tour symbolique du pouvoir et de la puissance des ducs de Bourgogne et de l'État bourguignon.
Du sommet, on découvre une vue panoramique unique sur Dijon.
Elle a été le siège d'un observatoire au XVIIIe siècle, que la société astronomique de Bourgogne s'emploie à faire revivre. Un relais de la ligne télégraphique Chappe Paris-Toulon était installé à son sommet au XIXe siècle.

Les gargouilles de la tour
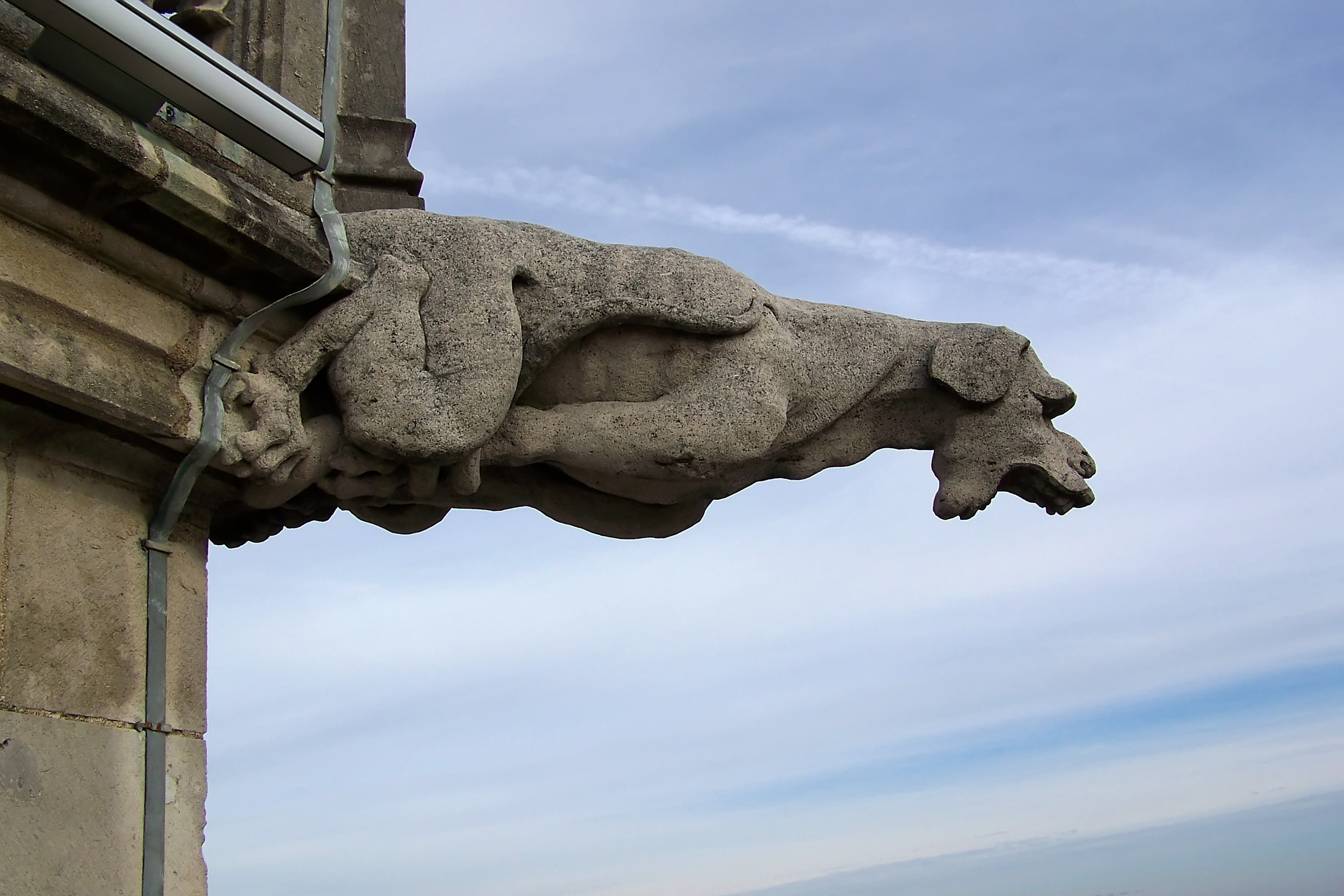
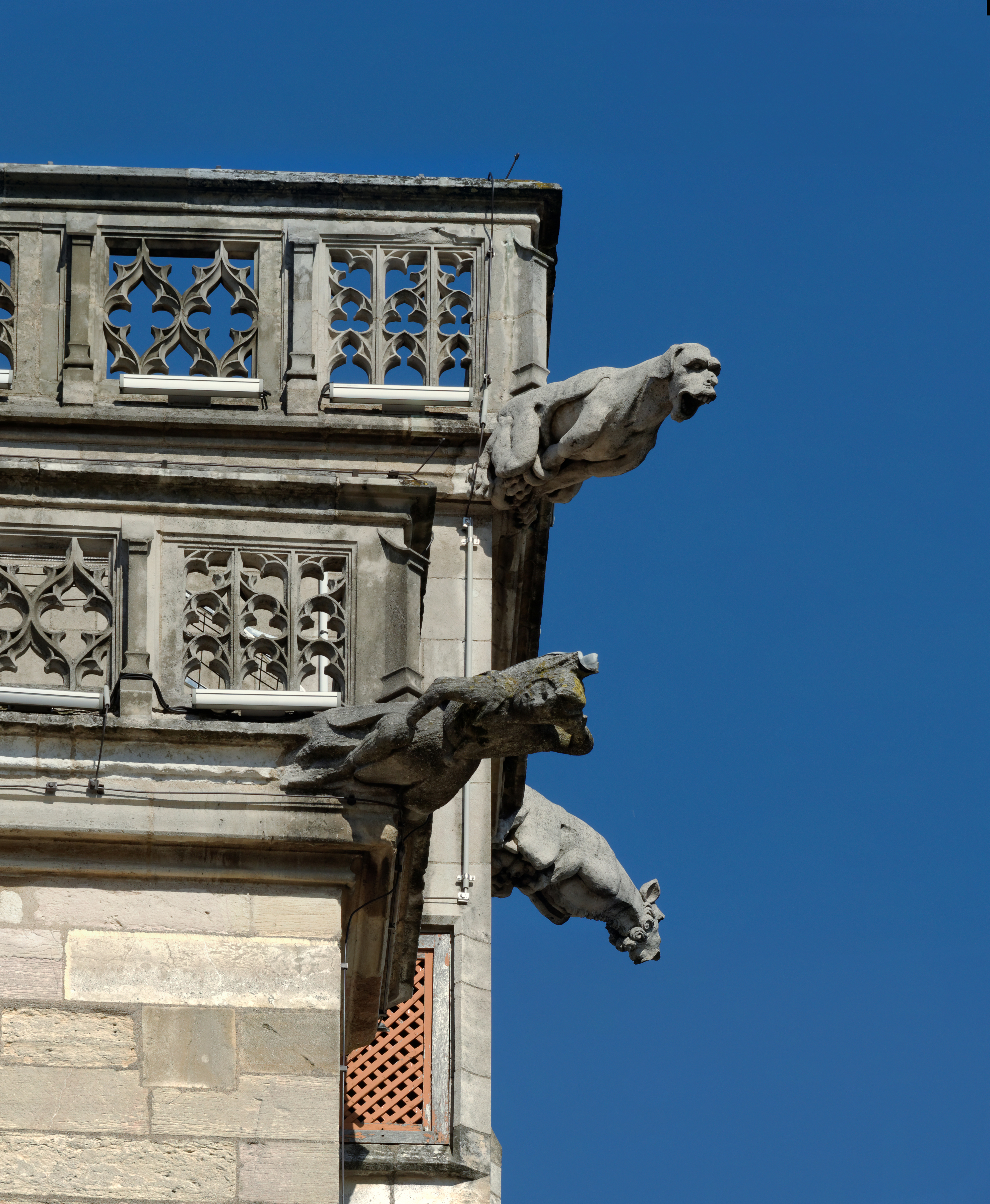
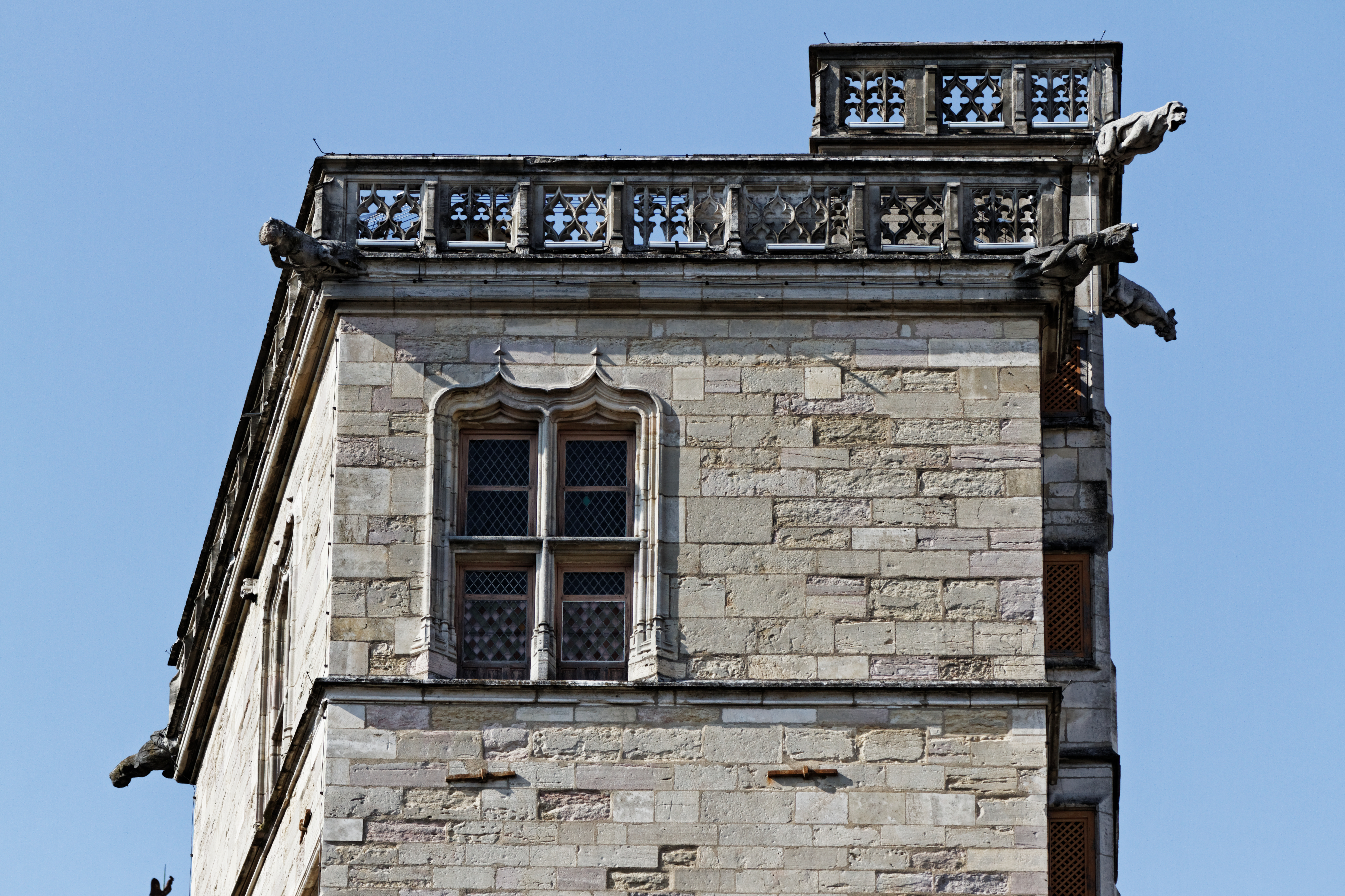
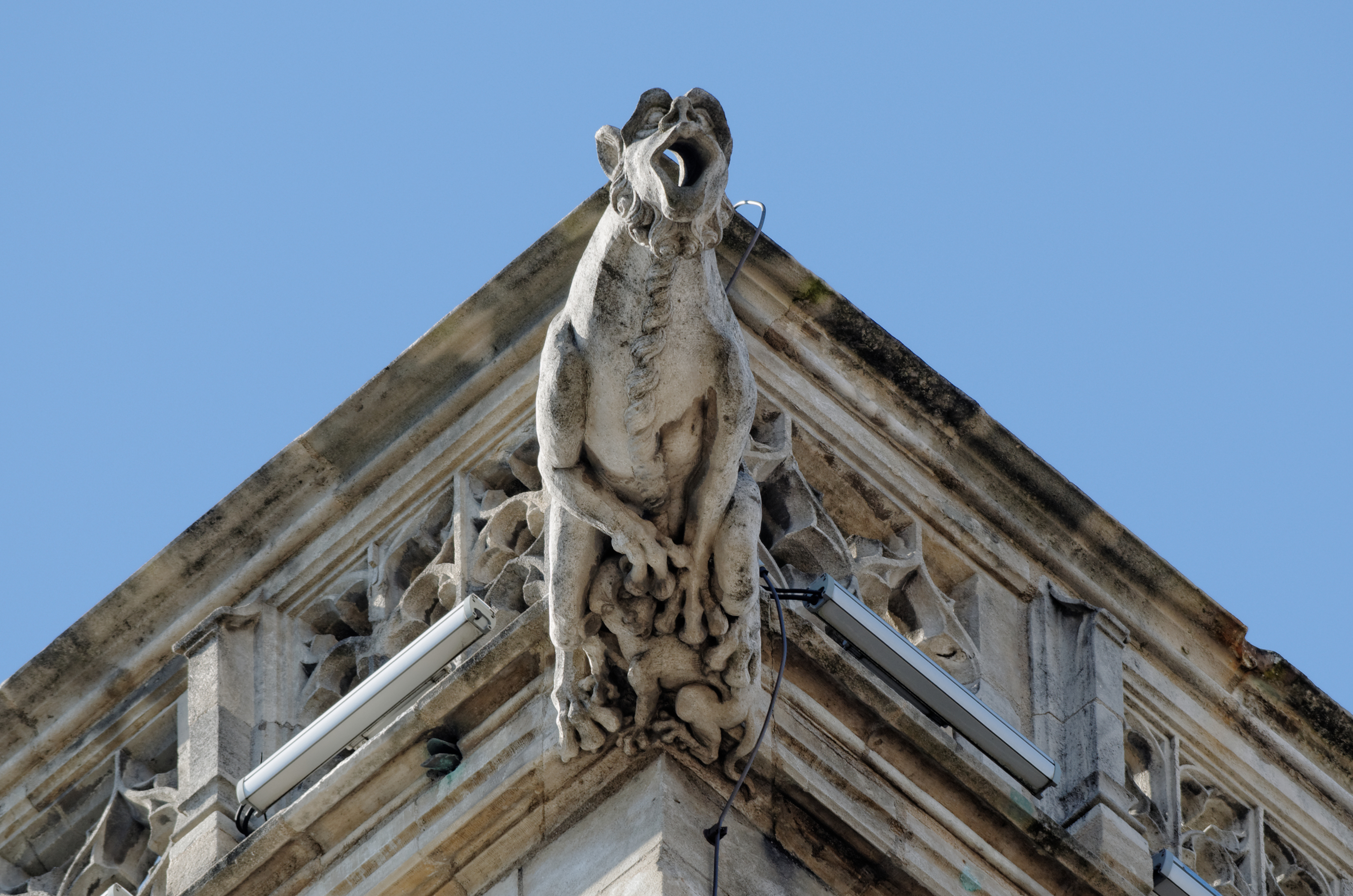